# Zobelstraße
Die Zobelstraße, bis ca. 1920 Kleine Pfingstweidstraße, ist eine Straße im Frankfurter Stadtteil Ostend, eine Querstraße der Hanauer Landstraße. Durch die knapp 80 Meter lange Zobelstraße und die nördlich anschließende Bernhard-Grzimek-Allee verläuft der älteste erhaltene Streckenabschnitt der Straßenbahn Frankfurt am Main, eröffnet 1875.
Die Straße entstand um 1800 am südwestlichen Rand der Pfingstweide, einer historischen Freifläche außerhalb der historischen Altstadt, die im frühen 19. Jahrhundert als Exerzierplatz diente und auf die 1874 der Frankfurter Zoo umzog.

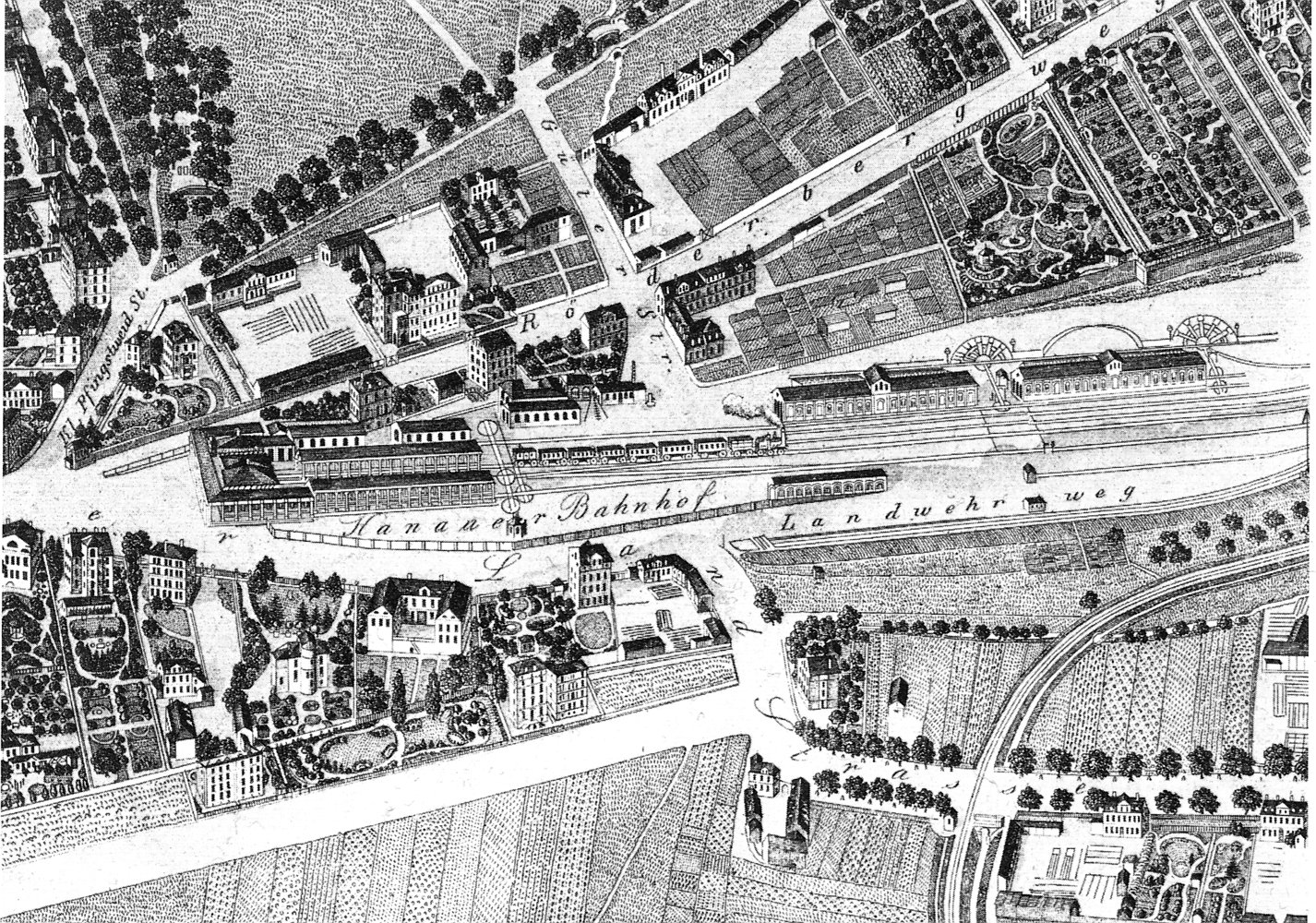
Der Hanauer Bahnhof auf dem Delkeskamp-Plan von 1864. Die Zobelstraße ist (unter dem Namen Kleine Pfingstweidstraße) am linken Bildrand zu sehen.

Bereits 1848 eröffnete an der gemeinsamen Einmündung der Kleinen Pfingstweidstraße und des Röderbergwegs in die Hanauer Landstraße der Hanauer Bahnhof, der Frankfurter Endpunkt der von einer privaten Gesellschaft betriebenen Bahnstrecke nach Hanau. Leitender Ingenieur des Streckenbaus und anschließend Direktor der Bahngesellschaft war Johann Peter Wilhelm Zobel, dessen Name die Straße heute trägt. Mit der Eröffnung des heutigen Ostbahnhofs 1913 wurde der Hanauer Bahnhof stillgelegt, anschließend die Bahnanlagen abgerissen und die Flächen städtisch bebaut.
Nach schweren Bombenschäden im Zweiten Weltkrieg wurde die östliche Straßenseite der Zobelstraße in den 1960er Jahren mit Wohnhochhäusern bebaut und der bisher hier einmündende Röderbergweg abgehängt, der dadurch zu einer Sackgasse wurde.
Die Zobelstraße verbindet heute die Hanauer Landstraße mit den Straßen Bernhard-Grzimek-Allee und Am Tiergarten. Sie hat getrennte Fahrbahnen für Straßenverkehr (Einbahnstraße, Richtung Hanauer Landstraße) und Tram. Sie wird von den Straßenbahnlinien 14 und dem Ebbelwei-Expreß befahren. Einzige Querstraße ist der Röderbergweg, der allerdings nur noch durch einen Fußweg an die Straße anbindet, in Richtung Ostpark. Eine Straßenbahnhaltestelle in der Hanauer Landstraße ist nach ihr benannt.